# Billie Jean
«Billie Jean» (укр. «Біллі Джин») — пісня Майкла Джексона, випущена 1983 року. Вийшла в шостому альбомі співака — Thriller, також як сингл. Текст пісні заснований на реальному життєвому досвіді — одна з фанаток заявляла, що вона є матір'ю одного з його близнюків. Пісня відома своєю виразною лінією баса та вокальним гиканням Майкла Джексона. Брюс Сведін змінив цю пісню 91 раз перед тим як вона була опублікована.
Одразу після прем'єри пісня здобула шалений комерційний успіх. 1989 року «Billie Jean» отримала статус «платинової» пісні. Вона потрапила до списку 500 найкращих пісень усіх часів за версією журналу Rolling Stone. «Billie Jean» має дві нагороди Ґреммі та одну American Music Award. Популярність композиції підвищував короткий фільм, що остаточно зламав расові бар'єри MTV, ставши першим відео темношкірого виконавця, що отримало найвищу ротацію на каналі. Саме під цю пісню Джексон виконував свою легендарну «місячну ходу». «Billie Jean» використовувалася в рекламі Pepsi. Пісня часто виконується сучасними виконавцями і є міжнародним поп хітом.

## Композиція
Пісня «Billie Jean» завдяки цьому в собі елементи постдиско, ритм-енд-блюзу, фанку та денс-попу. Композиція починається зі стандартного ударного ритму з додаванням хай-хета, а через два такти до них при укладанні кабаси, підкріплена постійним басовим ритмом. При кожному проходженні через тоніку басова нота підводиться за допомогою спотвореного синтезатора. Цей акомпанемент доповнюється трьома синтезаторним рифом у стаккато з ефектом глибокої реверберації, після чого встановлюється основна послідовність акордів. Потім звучить тихий вокал Майкла Джексона, який акомпанує клацання пальців, що ритмічно з'являється і зникає під час куплетів, супроводжуючи повторюваний ритм та акорди. Грег Філлінганес, клавішник, відзначувач, що *"Billie Jean"* потужний на всіх рівнях: ритмічно, звучно, хоча мінімалістичний інструментарій дозволяє чітко чути кожен елемент, мелодійно, а також у тексті й вокалі, які впливають на слухача фізично, емоційно й навіть духовно.

## Особливості композиції
«Billie Jean» — композиція помірно-жвавого темпу, написана в тональності фа-дієз мінор, витримана в жанрах фанку, ритм-енд-блюз і денс-попа. У ній використовується 12-тактова блюзова акордова послідовність. Пісню відкриває звучання стандартного барабана і тарілки з ледве помітним ефектом реверберації. Через два такти вступає ще одна тарілка. Через чотири такти починає звучати басова партія, що повторюється, не уриваючись більш ніж на одну восьму такту. Партія побудована на тривожно звучному сьомому ступені. Потім вступає трьохнотна синтезаторна партія, виконувана стакато з сильним ефектом реверберації. Встановлюється базова послідовність акордів, що визначає увесь запис, потім вступає вокал Джексона у супроводі клацань пальцями, куплетів, що то з'являються, то зникають під час виконання. На задньому плані тим часом уся ритм-секція і послідовність акордів продовжують повторюватися. Акордова послідовність бриджу стартує з шостого ступеня, який часто застосовується в музиці для створення атмосфери тривоги й занепокоєння. У приспіві синтезаторні акорди звучать набагато щільніше і довше, плескання підкреслюють звучання малого барабана на слабкій долі. Уперше вступає ритм-гітара ритм-енд-блюзу, два такти що грає партію на тоніці. Що йде за усім цим бридж несподівано вводить в композицію партію струнних, зіграну на органній тоніці, окрім двох простих партій і одного акорду, що ведуть до наступного приспіву. У кінці несподівано звучить похмурий низхідний струнний хук, що повторюється багато разів в розтягнутій коді.
Потім майже блюзова гітара з фланжерним звуковим ефектом повторює чотирьохнотну мінорну фразу, що виконує роль соло. Джексон писав собі такі пісні, у яких він міг використати увесь свій діапазон: від високого баритона до низького фальцету. Виконуючи «Billie Jean», співак вільно використовує тенор, що піднімається до низького фальцету на останніх рядках куплетів («Who will dance on the floor in the round»), а частина бриджу виконана ним повнозвучним голосом. У кульмінації всі мелодійні й вокальні складові миттєво концентруються разом.
Музичний критик Нельсон Джордж писав, що аранжування струнних інструментів Джері Хея передає слухачеві атмосферу напруженості пісні. Багатьма рецензентами було відмічено, що «Billie Jean» — одна з перших пісень Джексона, що розкриває тему параної й темних фантазій. Річард Кромелин описав аранжування «Billie Jean» як «витончену, закручену навколо басової партії й похмурого звучання струнних інструментів».
На думку критика, у цій композиції вперше проявляється новий голос співака — голос жертви, пронизливий фальцет, що западає в пам'ять. Оглядачі порталу Sputnikmusic писали: «Проста партія ударних, фантастична, нервова басова партія. Мелодійні акорди синтезатора окреслюють контури віршів куплетів, а все більша кількість інструментів доповнює атмосферу приспіву. Приспів має вокальні гармонії, що надзвичайно запам'ятовуються, і чудову фанкову гітарну партію». Журналісти Blender помітили, що «Billie Jean» — «одна з найбільш ексцентрично звучних, психологічних і просто химерних композицій, що коли-небудь потрапляли в Top 40».

## Випуск пісні
У світ пісня випущена 2 січня 1983 року американським лейблом Epic Records.

## Музичне відео
Музичне відео на пісню було зняте в кінці січня — на початку лютого 1983 року, режисером Стівеном Берром. Бюджет становив 50 тис. доларів. Прем'єра музичного відео відбулася 2 березня 1983 року на каналі MTV.

## Відгуки
- В інтерв'ю газеті «Корр'єре делла Сера» від 28 червня 2009 року італійський співак Адріано Челентано схвально відгукувався про пісню «Billie Jean» словами:

| «Зізнаюся, Майкл Джексон став потрясінням для мене, коли я вперше відчув Billie Jean з альбому Thriller. Я був вражений не тільки оригінальною манерою співу, але й інноваційними аранжуваннями Квінсі Джонса. Геніальне уривчасте звучання смичкових в одному ритмі і лаконічний бас, що означають насамперед очікування появи короля. Вже у вступі, насправді перш, ніж я почув його голос, у мене було дивне відчуття, ніби бас, той що створює напругу, і ті пронизливі скрипки на тлі — були його голосом. Вони ніби передбачали: "Я прийшов... Я побуду тут недовго...". І він був там. Вступні ноти були прелюдією до майбутньої музичної події. Потім виник його голос. А в кінці, навіть не прослухавши інші пісні альбому, я вже відчув гомін того буревію, який пронесеться по всій землі через нього». |

## Чарти

### Тижневі чарти
| Чарт (1983)                                     | Найвища позиція |
| ----------------------------------------------- | --------------- |
| Australia (Kent Music Report)                   | 1               |
| Австрія (Ö3 Austria Top 75)                     | 2               |
| Бельгія (Ultratop Flanders)                     | 1               |
| Canada Top Singles (RPM)                        | 1               |
| Europe (Eurochart Hot 100)                      | 1               |
| Finland (Suomen virallinen singlelista)         | 2               |
| Finland Jukebox (Suomen virallinen singlelista) | 2               |
| France (IFOP)                                   | 1               |
| Німеччина (Media Control AG)                    | 2               |
| Ірландія (IRMA)                                 | 1               |
| Italy (Musica e Dischi)                         | 1               |
| Нідерланди (Dutch Top 40)                       | 2               |
| Нідерланди (Mega Single Top 100)                | 4               |
| Нова Зеландія (RIANZ)                           | 2               |
| Норвегія (VG-lista)                             | 6               |
| South Africa (Springbok Radio)                  | 2               |
| Spain (AFYVE)                                   | 1               |
| Швеція (Sverigetopplistan)                      | 2               |
| Швейцарія (Media Control AG)                    | 1               |
| Велика Британія (Official Charts Company)       | 1               |
| США (Billboard Hot 100)                         | 1               |
| US Billboard Hot Black Singles                  | 1               |
| US Cash Box                                     | 1               |
| Zimbabwe                                        | 3               |

| Чарт (2006–2025)                          | Найвища позиція |
| ----------------------------------------- | --------------- |
| Австралія (ARIA)                          | 7               |
| Австрія (Ö3 Austria Top 75)               | 13              |
| Belgium (Back Catalogue Singles Flanders) | 1               |
| Canada (Hot Canadian Digital Singles)     | 6               |
| Данія (Tracklisten)                       | 8               |
| Europe (Eurochart Hot 100)                | 9               |
| Фінляндія (Suomen virallinen lista)       | 11              |
| Франція (SNEP)                            | 45              |
| Франція (SNEP Download Chart)             | 1               |
| Billboard Global 200                      | 87              |
| Ірландія (IRMA)                           | 11              |
| Італія (FIMI)                             | 3               |
| Японія (Japan Hot 100)                    | 76              |
| Kazakhstan Airplay (TopHit)               | 70              |
| Latvia (DigiTop100)                       | 90              |
| Lithuania Airplay (TopHit)                | 3               |
| Нідерланди (Dutch Top 40)                 | 3               |
| Нідерланди (Mega Single Top 100)          | 3               |
| Нова Зеландія (RIANZ)                     | 15              |
| Норвегія (VG-lista)                       | 5               |
| Poland (Polish Airplay Top 100)           | 49              |
| Portugal (AFP)                            | 184             |
| Іспанія (PROMUSICAE)                      | 1               |
| Швеція (Sverigetopplistan)                | 3               |
| Швейцарія (Media Control AG)              | 2               |
| Turkey (Türkiye Top 20)                   | 9               |
| Велика Британія (Official Charts Company) | 10              |
| US Billboard Hot 100                      | 14              |
| US Billboard Hot Digital Songs            | 4               |
| США (Hot R&B/Hip-Hop Songs) (Billboard)   | 6               |

| Чарт (2025)                | Позиція |
| -------------------------- | ------- |
| Lithuania Airplay (TopHit) | 9       |

| Чарт (1983)                       | Позиція |
| --------------------------------- | ------- |
| Australia (Kent Music Report)     | 4       |
| Austria (Ö3 Austria Top 40)       | 9       |
| Belgium (Ultratop 50 Flanders)    | 4       |
| Brazil (Brazilian Radio Airplay)  | 2       |
| Canada Top Singles (RPM)          | 9       |
| France (IFOP)                     | 6       |
| Germany (Official German Charts)  | 11      |
| Netherlands (Dutch Top 40)        | 12      |
| Netherlands (Single Top 100)      | 13      |
| New Zealand (Recorded Music NZ)   | 9       |
| South Africa (Springbok Radio)    | 15      |
| Switzerland (Schweizer Hitparade) | 7       |
| UK (Official Charts Company)      | 8       |
| US Billboard Hot 100              | 2       |
| US Billboard Hot Black Singles    | 2       |
| US Cash Box                       | 3       |

| Чарт (2006)      | Позиція |
| ---------------- | ------- |
| UK Singles (OCC) | 233     |

| Чартt (2009)                      | Позиція |
| --------------------------------- | ------- |
| Netherlands (Dutch Top 40)        | 85      |
| Netherlands (Single Top 100)      | 56      |
| Sweden (Sverigetopplistan)        | 39      |
| Switzerland (Schweizer Hitparade) | 62      |
| UK Singles (OCC)                  | 178     |

| Чарт (2022)            | Позиція |
| ---------------------- | ------- |
| Global 200 (Billboard) | 197     |

| Чарт (2023)                 | Позиція |
| --------------------------- | ------- |
| Kazakhstan Airplay (TopHit) | 197     |

| Чарт (2024)                 | Позиція |
| --------------------------- | ------- |
| Global 200 (Billboard)      | 184     |
| Kazakhstan Airplay (TopHit) | 148     |

| Чарт (1958–2021)     | Позиція |
| -------------------- | ------- |
| US Billboard Hot 100 | 95      |

## Сертифікації
| Регіон | Сертифікація              | Продажі    |
| --- | ------------------------- | ---------- |
| Австралія (ARIA) | 9× Платиновий             | 630 000    |
| Канада (Music Canada) | Діамантовий               | 800 000    |
| Данія (IFPI Denmark) | 3× Платиновий             | 270 000    |
| Франція (SNEP) | Платиновий                | 1 000 000* |
| Німеччина (BVMI) | 3× Золотий                | 900 000    |
| Італія (FIMI) | 2× Платиновий             | 140 000    |
| Японія (RIAJ) digital | Золотий                   | 100 000*   |
| Мексика (AMPROFON) | Діамантовий+2× Платиновий | 420 000    |
| Нова Зеландія (RIANZ) | 6× Платиновий             | 180 000    |
| Португалія (AFP) | 3× Платиновий             | 30 000     |
| Іспанія (PROMUSICAE) | 3× Платиновий             | 180 000    |
| Велика Британія (BPI) | Золотий                   | 500 000^   |
| Велика Британія (BPI) | 4× Платиновий             | 2 400 000  |
| США (RIAA) | Діамантовий               | 10 000 000 |
| Ringtone |                           |            |
| Японія (RIAJ) Full-length ringtone | Золотий                   | 100 000*   |
| США (RIAA) Mastertone | Золотий                   | 500 000*   |
| *продажі, що базуються лише на сертифікаціях · ^відвантаження, що базуються лише на сертифікаціях · продажі+прослуховування, що базуються лише на сертифікаціях |                           |            |